# Джон Ґарібальді Сарджент
Джон Ґарібальді Сарджент — американський юрист та урядовець. Був генеральним прокурором штату Вермонт у 1908–1912 роках; під час президентства Кальвіна Куліджа був генеральним прокурором США (1925—1929).